# علی جابر
علی جابر (زادهٔ ۱۹۶۴، دیوانیه، عراق) مجری تلویزیونی، کمدین و هنرپیشه اهل عراق است.
او در حال حاضر مجری دو برنامه طنز در تلویزیون عراق است. او در سال ۱۹۷۶، فعالیت حرفه‌ای خود را آغاز کرد.